# Antun Kovač
Antun Kovač Pašin (Monoštor, 4. travnja 1945.) je bački hrvatski književnik. Piše pjesme. Po struci je cestovni projektant.
Osnovnu školu je završio u Monoštoru, a srednju i višu u Subotici. Zaposlio se kao cestovni projektant u Somboru, gdje se i umirovio.
U svojim pjesmama romantično oslikava svoj rodni kraj, a djela mu karakterizira humoristični element na kraju svakog djela. 

## Djela
- Na dvoru Pašinog Tune, zbirka pjesama, 2009.

Pjesme je objavljivao u raznim listovima od 1972. Pjesme su mu, među ostalim, izašle u Miroljubu, Hrvatskoj riječi, Zvoniku, Klasju naših ravni, Subotičkoj Danici, zborniku Liri naivi i drugima. Pjesme su mu i u knjizi Monoštorska lirska traganja 1938. – 1998.
Neke pjesme mu se nalaze u zbirci s III. pjesničkog skupa u Rešetarima (pjesništvo Književne sekcije KUD-a "Rešetari" i hrvatskih pjesnika u iseljeništvu)Nad vremenom i ognjištem (objavljenoj 2005.) s pjesničkog skupa u Rešetarima održanog 23. listopada 2004., u izboru Stjepana Blažetina, Ivana Slišurića, Đure Vidmarovića i urednika Ivana De Ville.U toj su zbirci osim nje i ovi hrvatski pjesnici iz Bačke: Josip Dumendžić, Zlatko Gorjanac, Pavka Domić, Cecilija Miler, Milivoj Prćić i Robert G. Tilly.
Zastupljen je u zborniku četvrtih Pjesničkih susreta, održanih 21. srpnja 2012. u Gunji. Zbornik nosi ime "Iskre vječnog sjaja". Susreti su održani u organizaciji Udruge pisaca i pjesnika „Tin Ujević“ iz Gunje. Od 32 pjesnika iz Hrvatske, Bosne i Hercegovine, Srbije i iz Brčko Distrikta, Antun Kovač je u skupini iz Vojvodine iz koje su još zastupljeni Kata Kovač, Anita Đipanov, Katarina Firanj, Marija Šeremešić, Željko Šeremešić, Josip Dumendžić i Marica Mikrut .

## Nagrade
2008. je dobio nagradu na hrvatskoj kulturnoj manifestaciji Šokačko veče u Sonti, za naljepšu pjesmu koja je napisana šokačkom ikavicom.